# خوليو دوران
خوليو دوران (بالإسبانية: Julio Durán)‏ هو محامي وسياسي تشيلي، ولد في 20 مارس 1918 في تشيلي، وتوفي في 27 سبتمبر 1990 في ريتشموند في الولايات المتحدة. حزبياً، نشط في Radical Party of Chile ‏. وقد انتخب عضو مجلس الشيوخ من شيلي وانتخب عضو مجلس النواب من شيلي.